# پی‌اس‌آر جی۰۷۳۷–۳۰۳۹
پی‌اس‌آر جی۰۷۳۷-۳۰۳۹، یک ستاره است که در صورت فلکی سگ بزرگ قرار دارد.